# Stephanopis cheesmanae
Stephanopis cheesmanae är en spindelart som beskrevs av Lucien Berland 1938. Stephanopis cheesmanae ingår i släktet Stephanopis och familjen krabbspindlar. Inga underarter finns listade i Catalogue of Life.